# گیره‌ماهی‌ها
گیره‌ماهی‌ها (نام علمی: Hepsetus) نام یک سرده از راسته تتراسانان است.